# Liste von Höhlen in Neuseeland
Die Liste von Höhlen in Neuseeland listet die Höhlen in Neuseeland auf. Nicht alle Höhlen haben regierungsoffizielle geografische Bezeichnungen, die vom New Zealand Geographic Board anerkannt sind. Die neuseeländische Höhlenforscherorganisation registriert alle bekannten Höhlen und kartiert diese. Sie vergibt für neue Höhlen auch einen „inoffiziellen“ Namen, gewöhnlich den des Entdeckers.

## Liste

### Nordinsel
- Abbey Caves
- Auckland Volcanic Field: Lavaröhren und Lavahöhlen, darunter:
  - Ambury Park Lava Caves
  - Cave of One Thousand Press-Ups
  - Kitenui Cave
  - Rangitoto Lava Caves
  - Stewart’s Lava Cave
  - Wiri Lava Cave
- Karamu Cave
- Kawiti Caves
- Mangaone Cave
- Nikau Caves
- Te Reinga Cave
- Waipu Caves
- Waitomo Caves:
  - Aranui Cave
  - Gardner’s Gut
  - Mangawhitikau Cave
  - Ruakuri Cave
  - Waitomo Cave

### Südinsel
- Broken River Cave (Teil der Cave Stream Scenic Reserve)
- Cathedral Caves
- Clifden Limestone Caves
- Fox River Caves
- Honeycomb Hill Cave
- Maori Leap Cave
- The Metro / Te Ananui Cave
- Höhlen im Mount Arthur:
  - Ellis Basin
  - Nettlebed Cave
- Höhlen im Mount Owen:
  - Bohemia Cave
  - Bulmer Cavern bei Nelson
- Riuwaka Resurgence
- Höhlen bei Tākaka:
  - Harwood Hole
  - Moonsilver Cave
- Te Ana-au Caves
  - Aurora Cave
- Te Anaroa Caves
- Xanadu Caves
- Babylon Cave